# Innisfail (Alberta)
Pour les articles homonymes, voir Innisfail.
Innisfail est une ville (town) du Comté de Red Deer, située dans la province canadienne d'Alberta.

## Démographie
En tant que localité désignée dans le recensement de 2011, Innisfail a une population de 7 876 habitants dans 3 118 de ses 3 323 logements, soit une variation de 7,4 % avec la population de 2006. Avec une superficie de 19,53 km2, la ville possède une densité de population de 403,18 hab/km2 en 2011.
Concernant le recensement de 2006, Innisfail abritait 7 316 habitants dans 2879 de ses 2962 logements. Avec une superficie de 13,02 km2, la ville possédait une densité de population de 562,0 hab/km2 en 2006.
| 2001  | 2006  | 2011  | 2016  |
| ----- | ----- | ----- | ----- |
| 6 943 | 7 316 | 7 876 | 7 847 |